# هاريسون كيرتز
هاريسون كيرتز (بالإنجليزية: Harrison Kurtz)‏ هو لاعب كرة قدم أمريكي، ولد في 15 سبتمبر 1997 في ساماميش في الولايات المتحدة. لعب مع تاكوما ديفنس.

## وصلات خارجية
- هاريسون كيرتز على موقع قاعدة بيانات كرة القدم.إي يو (الإنجليزية)